# كلوي كولمان
كلوي كولمان (بالإنجليزية: Chloe Coleman)‏ هي ممثلة أمريكية. ولدت يوم 11 ديسمبر 2008 في لوس انجلوس في الولايات المتحدة.

## روابط خارجية
- كلوي كولمان على موقع IMDb (الإنجليزية)
- كلوي كولمان على موقع قاعدة بيانات الفيلم (الإنجليزية)